# VPK-7829 Boumerang
Pour les articles homonymes, voir Boomerang.
 (août 2018).
Le VPK-7829 « Boumerang » (en russe : ВПК-7829 « Бумеранг », « Boomerang ») est un véhicule de transport de troupes russe, présenté au public pour la première fois lors du défilé militaire du Jour de la Victoire de 2015.

## Historique

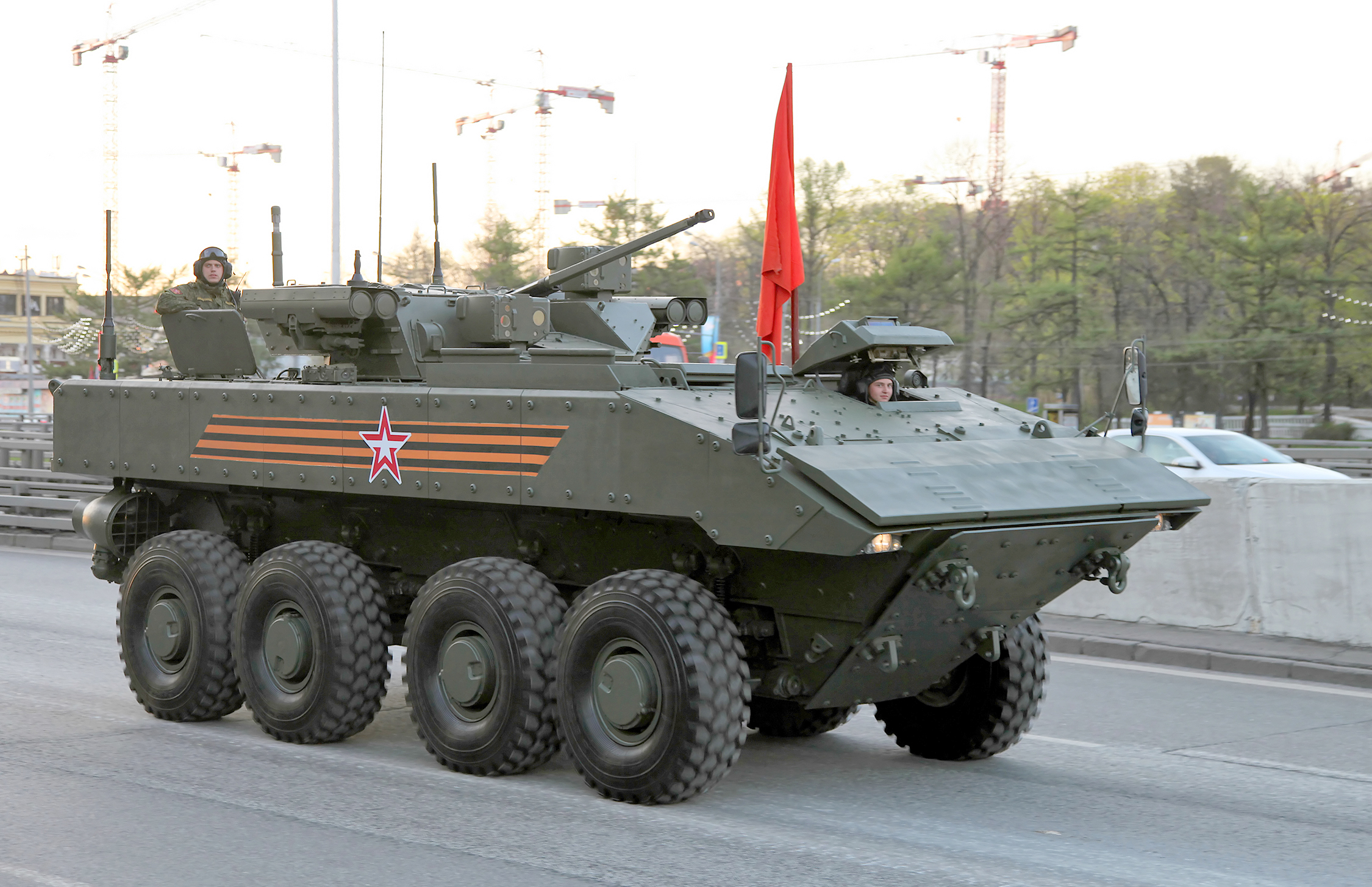
VPK-7829 Plate-forme Boomerang lors de la répétition pour le défilé du jour de la victoire.

Il est construit par la société russe Arzamas Machine-Building Plant (en), basée à Arzamas, dans l'Oblast de Nijni Novgorod.
Le Boomerang est prévu pour remplacer les Bronetransporter, ou BTR, du nom de ces véhicules de transport de troupes produits après la Seconde Guerre mondiale en URSS et en Russie.
Les premiers prototypes ont été livrés en 2013 et au moins 2 000 Bumerang étaient censés remplacer les BTR-80 et BTR-82/A russes. Le Boomerang a été préféré au BTR-90 par l'armée russe en raison du coût et du peu d'innovations technologiques.
En 2018, les informations concernant ces véhicules blindés sont minces, avec seulement des éléments concernant des essais et des mises en service très limitées possiblement expérimentales.
Le véhicule a subi plusieurs retards et, en 2020, il a été déclaré que les tests de la plate-forme seraient terminés en 2021, la production commençant ensuite. La raison du retard était qu'après des essais préliminaires en 2019, il a été décidé d'apporter des modifications au corps principal, pour améliorer les conditions des soldats dans le compartiment arrière, ainsi que la flottabilité du véhicule.

## Caractéristiques
Contrairement à la précédente série de véhicules BTR (comme BTR-70), le moteur sera situé à l'avant au lieu de l'arrière. L'emplacement du moteur était un inconvénient important des véhicules BTR, où les soldats devaient sortir des véhicules par des portes latérales exiguës. Le Boumerang a des portes à l'arrière et des trappes de toit pour l'entrée et la sortie des troupes. Il aura probablement un équipage de trois personnes composé du conducteur, du mitrailleur et du commandant et pourra accueillir sept soldats. La protection viendra d'un blindage en céramique pour empêcher les éclats d'obus. Comme les BTR, le Boumerang sera un véhicule à roues 8×8, et sera équipé d'un moteur diesel turbocompressé de 750 ch.
Il est également plus haut que les différents BTR, ce qui offre plus de confort aux soldats à l'intérieur.
Les différentes variantes peuvent être équipées d'une tourelle téléopérée.
Le Boumerang est équipé d'une Coque en V  lui permettant de résister aux EEI et différentes mines.

### Variantes
- K-16 Boomerang – VBTT, véhicule blindé de transport de troupes (APC) - version pour le transport de troupes. Équipée d'une tourelle téléopérée et d'un fusil-mitrailleur de calibre 12.7 mm et dotée de capacité amphibie[4].
- K-17 Boomerang – VBCI, véhicule blindé de combat d’infanterie (IFV) - version pour le combat d'infanterie. Équipée d'un canon de calibre 30 mm 2A42, d'un fusil-mitrailleur coaxial de calibre 7.62mm, il peut également être équipé d'un lance-grenades automatique type AGS. Il emporte également 2x2 missiles Kornet.
- Autres : Plusieurs versions seraient à l'étude mais nous n'avons pour l'instant que des informations partielles. Au moins 4 versions seraient en train d'être développées :
  - Une version marine, capable d'être larguée à environ 60 km des côtes pour supporter des assauts amphibies tout en conservant la puissance de feu du K-17
  - Une version avec un canon de calibre 125 mm
  - Une version antiaérienne avec un canon de calibre 57 mm
  - Une version avec un mortier de calibre 125 mm[5].

## Opérateur
- Russie